# Centaurea ipecensis
Centaurea ipecensis — вид квіткових рослин айстрових (Asteraceae). Ареал: Албанія, Чорногорія, Сербія, Косово.